# Trianon Clube
O Trianon Clube, fundado em 14 de dezembro de 1934 é uma sociedade civil de fins não lucrativos, cuja finalidade principal é a prestação de serviços em lazer, cultura e esportes para o conjunto de associados.
A ideia de se criar o Trianon Clube surgiu em meados da década de 30, em um período em que não havia opções de ponto de encontro para reunir a sociedade. Sentindo falta desta interação, um grupo de homens se reuniram, debateram sobre o assunto e resolveram fundar um clube que atendesse a estes anseios.
Nascia então o Trianon Clube, àquela época no antigo casarão localizado na Rua José Bonifácio, lançado em uma noite festiva que marcaria para sempre o início de uma grande história da cidade de Jacareí.
Na década de 70, o clube chegou a ter uma forte equipe de basquete, disputando vários títulos durante o período, mas por motivos financeiros, em 1997, a equipe de basquete foi extinta.

## Basquete
- Copa Interamericana de Basquete: 1 vez (1973).
- Campeonato Paulista do Interior: 1 vez (1973).
- Vice-campeão do Campeonato Brasileiro: 1 vez (1973).
- Vice-campeão do Campeonato Paulista: 2 vezes (1972 e 1973).
- Vice-campeão do Campeonato Paulista de Basquete Série A-2: 1 vez (1996).